# Lazizbek Mullojonov
Lazizbek Mullojonov (Fergana, 13 de maio de 1999) é um pugilista uzbeque, campeão olímpico.

## Carreira
Em 29 de janeiro de 2021, em Moscou (Rússia), Mullojonov fez sua estreia no ringue profissional, antes do previsto por nocaute técnico no 2º round, derrotando o russo Alexander Stepanov (2–2). No final de setembro de 2021, ele se tornou o campeão mundial no 58º Campeonato Mundial Militar de Boxe, realizado sob os auspícios do Conselho Internacional de Esportes Militares, na final, por decisão dividida dos juízes, derrotando um experiente russo Svyatoslav Teterin.
Nos Jogos Olímpicos de Verão de 2024, em Paris, conquistou a medalha de ouro na disputa de peso pesado (até 92 kg).